# Sonic Rumble
Sonic Rumble è un videogioco battle royale multigiocatore della serie di videogiochi Sonic the Hedgehog, sviluppato da Sonic Team e Rovio Entertainment. L’uscita è prevista per l’estate del 2025, il gioco sarà disponibile su piattaforme iOS, Android e Microsoft Windows. Il gioco presenta i giocatori come versioni giocattolo dei personaggi di Sonic competono in varie sfide e minigiochi
Il gioco è stato annunciato nel maggio 2024 e la fase closed beta è disponibile dal 24 al 26 dello stesso mese.

## Modalità di gioco
Sonic Rumble è un gioco di società online in cui i giocatori competono tra loro in vari minigiochi e sfide, con l'obiettivo di raccogliere il maggior numero di anelli. Il gioco supporta fino a 32 giocatori nel primo round, con metà dei giocatori eliminati in seguito. Il secondo round vede la partecipazione dei restanti 16 giocatori e, ancora una volta, metà di loro viene eliminata. Il round finale è quindi composto dai restanti 8 giocatori, che competono in un round finale per determinare il vincitore.
Il gioco presenta molteplici modalità di gioco, che consistono in quanto segue:
- In "Ring Survival", i giocatori competono per raccogliere il maggior numero di anelli mentre sopravvivono alle sfide e agli altri giocatori. Questa è la modalità multigiocatore principale del gioco.
- Nelle "Battaglie cooperative", i giocatori si uniscono in un gruppo di 32 persone per combattere il Death Egg Robot, collaborando per sconfiggerlo e guadagnare ricompense.
- 'Special Rumble' presenta una varietà di competizioni, tra cui Run Battles e Survival Battles, in cui i giocatori gareggiano attraverso tre round consecutivi con regole fisse. Include sfide come Hyper Boost Battles e Low Gravity Battles, che consentono ai giocatori di gareggiare in modi alternativi.

Il gioco supporta anche partite personalizzate: in questa modalità i giocatori possono ospitare le proprie lobby, il che consente loro di competere contro la CPU , gli amici o altri giocatori.

## Accoglienza
La recensione pre-pubblicazione di Giovanni Colantonio su Digital Trends ha elogiato il gameplay come divertente, ma ne ha criticato il ritmo lento, considerando il posto del gioco nella serie frenetica Sonic the Hedgehog . Colantonio ha paragonato il gioco a Fall Guys e ha ritenuto che fosse come "un gioco non correlato che è stato ridisegnato per assomigliare al franchise", non avendo ciò che "rende divertenti i giochi di Sonic".